# William Cecil, I Baron Burghley
William Cecil, primul baron Burghley (scris uneori Burleigh),  (n. 13 septembrie 1520, Bourne, Lincolnshire, Anglia, Regatul Unit – d. 4 august 1598, Westminster⁠(d), Regatul Angliei), a fost un om de stat englez, primul consilier al reginei Elisabeta I a Angliei (17 noiembrie 1558 - 24 martie 1603), de două ori Ministru de Externe(1550 - 1553 și 1558 - 1572) și Ministru de Finanțe din 1572. A fost fondatorul dinastiei Cecil, care a produs mulți politicieni, inclusiv doi Primi miniștri.

## Biografia

### Primii ani
Cecil s-a născut la Bourne, în Lincolnshire în 1521, a fost fiul lui Richard Cecil, proprietar la Burghley House ( în Stamford, Lincolnshire) și a soției sale Jane Heckinton. Arborele său genealogic, elaborat de el însuși cu ajutorul istoricului William Camden, asocia ascendența sa în Țara Galilor, mai precis în Walterstone, la frontiera cu Herefordshire și Monmouthshire, ajungând la fondatorul familiei, Owen care a trăit în vremea lui  Harold al II-lea al Angliei. Averea familiei s-a datorat bunicului lui William Cecil, David, care și-a asigurat favorurile primului rege al dinastiei Tudor, Henric al VII-lea și a devenit membru în Yeoman of the Guard (garda personală a suveranului).
Fiu unic, este educat la The King's School din Grantham și apoi la Stamford School. În mai 1535, la vârsta de paisprezece ani merge la St. John's College din Cambridge, unde intră în contact cu cei mai mari profesori din acea vreme: Roger Ascham și John Cheke, și învață extrem de bine limba greacă. Are o relație amoroasă cu  Mary, sora lui John Cheke, iar din dorința  tatălui său, este transferat în 1541, la Gray's Inn fără să obțină diploma. Oricum Cecil și Mary se căsătoresc patru luni mai târziu și unicul fiu al cuplului, Thomas, se naște în mai 1542, iar Mary moare în februarie 1543. Trei ani mai târziu, Cecil se recăsătorește în 21 decembrie 1546 cu Mildred Cooke, pe care  Ascham o asocia cu Lady Jane Grey, ca una dintre cele mai culte femei din Anglia și a cărei soră, Anne, se va căsătorii cu sir Nicholas Bacon și va fi mama faimosului sir Francis Bacon.

### Început de carieră
William Cecil își începe cariera în serviciul ducelui de Somerset(fratele reginei Jane Seymour) care devenise Lord protector în timpul primilor ani de domnie a lui Eduard al VI-lea, nepotul său. Cecil îl însoțește pe duce în bătălia de la Pinkie Cleugh din 1547. În această perioadă el și istoricul William Patten, încep să scrie raportul campaniei, iar Cecil a contribuit cu generozitate cu notele sale la opera succesivă a lui Patton, Expediția din Scoția.
După notele sale biografice, a început propria activitate în parlament în 1543, dar documentele raportează activitatea sa doar din 1547, când este ales de către familiile din Stamford. În 1548 este descris cu titlul de Protector's  Master of Requests, ceea ce înseamnă că a fost funcționar sau grefier al curții de cereri și probabil asculta plângerile săracilor ce apoi erau prezentate Lordului Protector. Se pare că a fost și secretarul privat al Lordului Protector, ceea ce-l face să întâmpine dificultăți serioase când acesta cade în dizgrație. În 10 octombrie este arestat, iar în noiembrie este închis în Turnul Londrei. Cecil reușește să intre în grațiile lui John Dudley și după trei luni este eliberat. În 5 septembrie 1550 Cecil este indicat ca unul din cei doi secretari de stat ai regelui Eduard al VI-lea, iar în aprilie 1551 devine cancelar al Ordinului Jartierei. Devine secretarul lui John Dudley  în momentul în care acesta este numit duce de Northumberland, dar această poziție era riscantă, după cum el însuși scrie zeci de ani mai târziu în jurnalul său ex misero aulico factus liber et mei juris (Am fost eliberat de această mizerabilă curte).
Pentru a proteja guvernul protestant de urcarea pe tron a unei regine catolice, ducele de Northumberland îi obligă pe avocații regelui Eduard al VI-lea, să semneze un document Third Succession Act (Al treilea act de succesiune)datat în 15 iunie 1553 care le interzicea succesiunea la tronul Angliei celorlalți copii a lui Henric al VIII-lea în favoarea lui lady Jane Grey, iar acest document a trebuit să fie semnat și de William Cecil. Cecil nu numai a semnat, dar a luat parte și la complotul din 9 iunie 1553. Mai târziu el a pretins că a semnat doar în calitate de martor, dar în scuzele sale față de Maria I nu a menționat acest fapt. Fără urmă de dubiu, Cecil vede din ce parte bate vântul, dar nu are curaj să se opună pe față planurilor ducelui de Northumberland. Puțin mai târziu, devine unul din cei mai activi conspiratori împotriva ducelui. Cecil nu a avut nici un rol  în divorțul Caterinei de Aragon și în umilirea Mariei în timpul domniei lui Henric al VIII-lea. Merge punctual la liturghie și se împărtășește; îl întâmpină pe cardinalul Reginald Pole la întoarcerea în Anglia, în decembrie 1554 și îl însoțește la Calais în mai 1555. Este ales de Parlament knight of the shire (cavaler al comitatului) în 1553(probabil), 1555, 1559 și pentru Northamptonshire în 1563. Maria I a spus despre Cecil: "este discret și un bun catolic."

### Domnia Elisabetei I
Ducele de Northumberland îl face administratorul proprietăților prințesei Elisabeta. Corespondează în secret cu Elisabeta înainte de moartea Mariei I. Noua regină are încredere imediat în William Cecil și îl numește Secretar de Stat. Controlul strict asupra finanțelor, conducerea Consiliului Privy și crearea unui serviciu de spionaj sub conducerea lui Francis Walsingham, fac din el cel mai important ministru din timpul domniei Elisabetei I.

#### Politica externă
Dawson susține că obiectivul pe termen lung a lui Cecil, era unificarea Insulelor Britanice sub religia protestantă, obiectiv care se putea realiza prin cucerirea Irlandei și printr-o alianță anglo-scoțiană. Cu frontiera terestră în siguranță cu Scoția, apărarea țării cădea în sarcina Marinei Regale Britanice. Cecil propune întărirea și revilatizarea marinei, ceea ce o face piesa centrală a puterii Angliei. Cu toate acestea, ideile sale vor fi compromise de faptele istorice. Deși protestant, Cecil nu este un puritan religios; el îi ajută pe protestanții olandezi și pe hughenoți doar atât cât să țină revoltele lor departe de hotarele Angliei. Intervenția sa în Scoția în 1559-1560 arată puterea sa și capacitatea de a lovi dur în caz de necesitate, iar responsabilitatea sa în cazul execuției lui Maria Stuart dovedește că el este dispus să-și asume responsabilități pe care regina nu vrea să și-i le asume. Teoreticianul american Hans Morgenthau, a susținut că Cecil a acceptat o pensie(mită) de la Spania, dar biograful său Conyers Read, a afirmat că nu există nici o dovadă în acest sens.

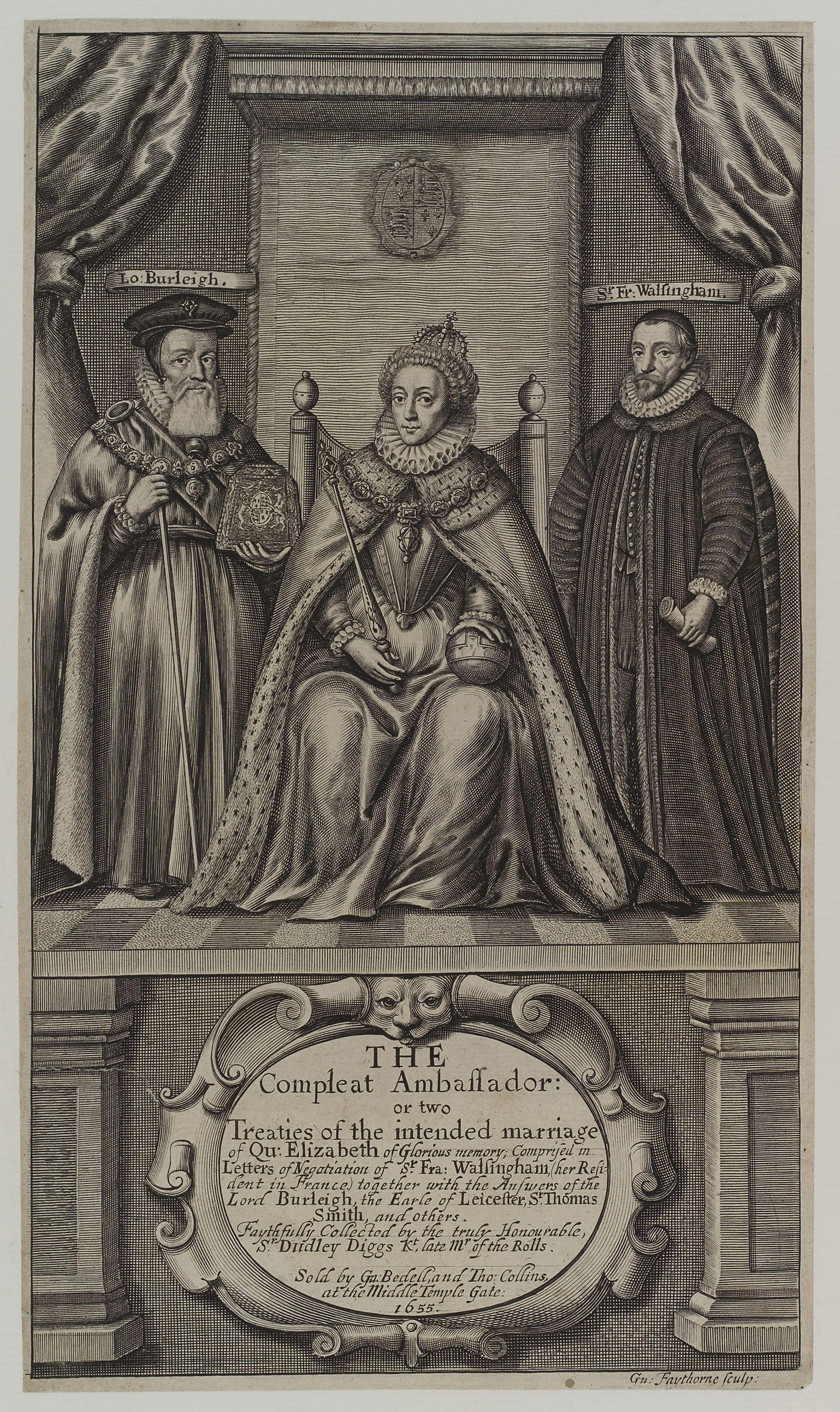
Elisabeta I, Francis Walsingham și William Cecil. Gravură de William Faithorne, 1655

În general, este mai hotărât în privința unei intervenții în favoarea protestanților de pe continent, decât Elisabeta I. Este personal responsabil pentru Soluționarea anglicană Anglican Settlement , pentru Poor laws(Legile săracilor) și pentru o mare parte a politicii externe. Istoricul Hillaire Beloc, susține că Cecil a fost de facto conducătorul Angliei în timpul mandatului său de secretar și că în cazul în care el și Elisabeta nu erau de acord, Cecil și-a impus mereu voința. Leimon și Parker susțin că Cecil a fost protectorul lui Eduard Stafford, ambasadorul englez la Paris și spion plătit care a ajutat spaniolii, dar totuși nu susțin că Cecil ar fi știut de trădarea acestuia. 

#### Politica internă
Influența sa în Religious Settlement (Soluționarea religioasă) a fost considerabilă, pentru că în mare parte oglindea concepțiile sale religioase anglicane. Ca și cea mai mare parte a națiunii, el s-a arătat a fi mai protestant decât era de fapt societatea, simpatizant în persecutarea catolicilor și a puritanilor și nu a iubit jurisdicția ecleziastică. Cel mai bun elogiu asupra activității sale, este făcut de Elisabeta: "Aceasta este părerea pe care o am despre voi, că voi nu veți putea fi corupt de nici un cadou și veți fi mereu fidel statului".

#### În parlament

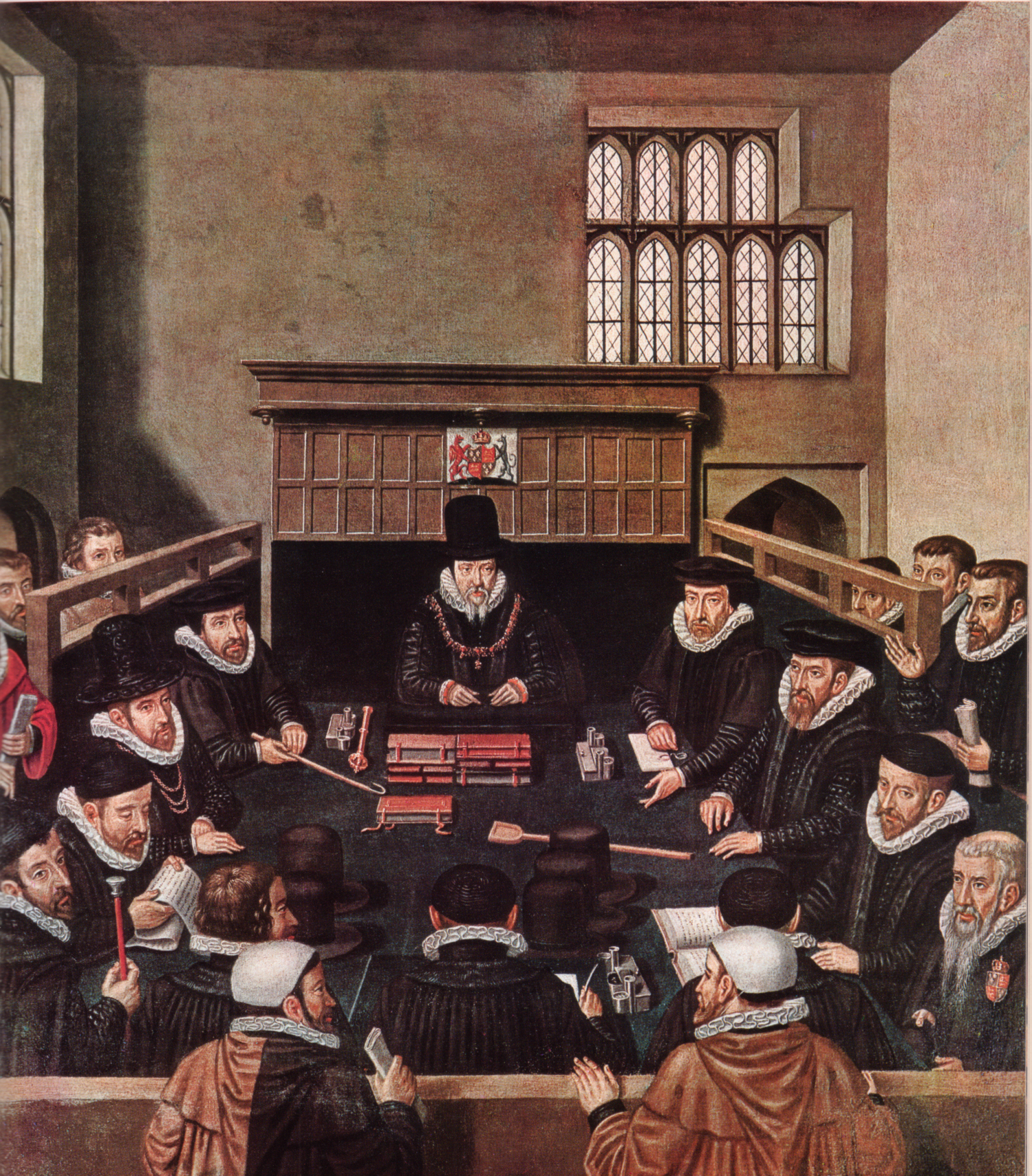
Cecil prezidează Curtea de Ward

A reprezentat Lincolnshire în Parlament din 1555 până în 1559 și Northamptonshire din 1563, an în care a luat parte activă la procedimentele Camerei Comunelor până la elevația lui în Camera Lorzilor; unii spun că din 1563 a devenit speaker al Camerei Comunelor, dar nu există probe. În ianuarie 1561 obține funcția de președinte al Court of Wards and Liveries, fiind succesorul lui sir Thomas Parry. Ca președinte al Court of Wards, William Cecil supervizează creșterea și educația fiilor bogați ai aristocrației, rămași orfani înainte de a ajunge la maturitate. Printre aceștia s-au aflat Eduard de Vere, al XVII-lea conte de Oxford, Henry Wriothesley, al III-lea conte de Southampton și Roger Manners, al V-lea conte de Rutland. În februarie 1559 este ales cancelar la Universitatea Cambridge, succedându-l pe cardinalul Pole, unde obține diploma de Master of Arts cu ocazia vizitei reginei din 1564 și același titlu îl obține la Oxford, tot cu ocazia vizitei Elisabetei I, în 1566. A fost primul cancelar la Trinity College din Dublin din 1592 până în 1598. În 25 februarie 1571, regina îi acordă titlul de Baron Burghley și continuă să-și mențină titlul de Secretar de Stat. În 1572 o critică în mod privat pe Elisabeta, pentru "conduita dubioasă cu care se ocupă de regina Scoției" și o ceartă pentru tot ce a greșit în privința Mariei Stuart. Părerea sa este că regina Scoției trebuie decapitată, deoarece prezența ei în viață provoacă probleme cu catolicii, spaniolii și Papa, mai ales după ce acesta o excomunică pe Elisabeta și trimite iezuiți pentru a-i pregătii pe scoțienii catolici. Influența lui Cecil este atât de mare, încât Elisabeta semnează condamnarea la moarte a Mariei Stuart, care este executată în 1587.

#### Trezorier
În 1572 moare Lord Winchester, care a fost Lord Mare Trezorier în timpul lui Eduard al VI-lea, a Mariei I și a Elisabetei. Postul său vacant îi este oferit lordului Robert Dudley, dar acesta refuză și îl recomandă pe William Cecil, declarând că este mai potrivit pentru "cunoașterea și învățarea sa".

### Burghley și Theobalds

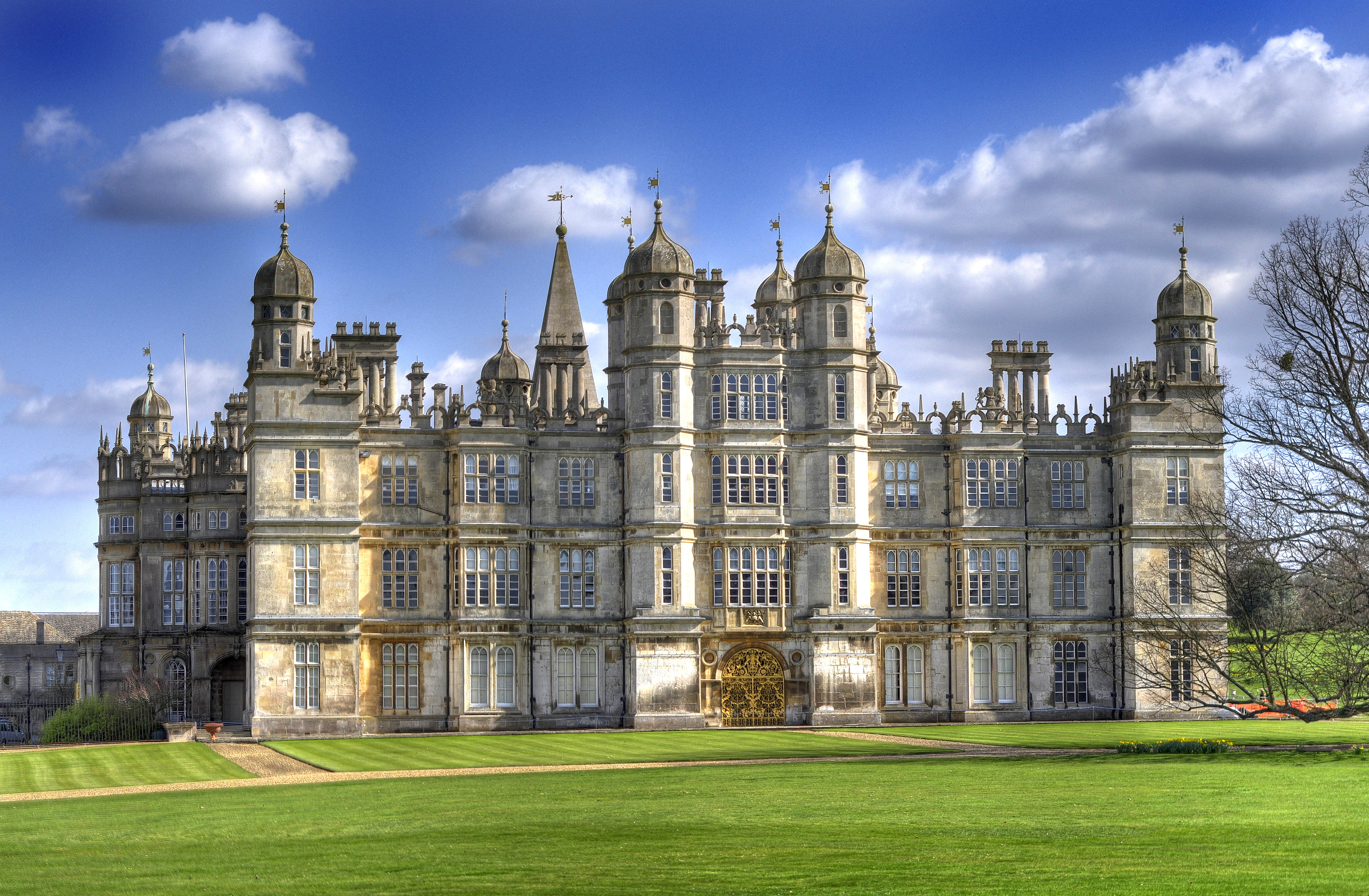
Burghley House

Burghley House în apropierea orașului Stamford în Lincolnshire a fost construită de Cecil în perioada 1555 - 1587 după modelul lui Richmond Palace. Casa a fost rezidența tuturor urmașilor săi, conții și marchizii de Exeter și reprezintă unul din cele mai tipice exemple de arhitectură elisabetană din secolul al XVI-lea. În afara Londrei a construit Theobalds House, în anii 1564 - 1585, rezidență ce a fost vizitată de regina Elisabeta de opt ori între 1572 și 1596. Mai târziu, Theobald House va fi schimbată cu Hatfield House, schimb ce a avut loc între fiul său Robert și regele Iacob I al Angliei.

### Moartea

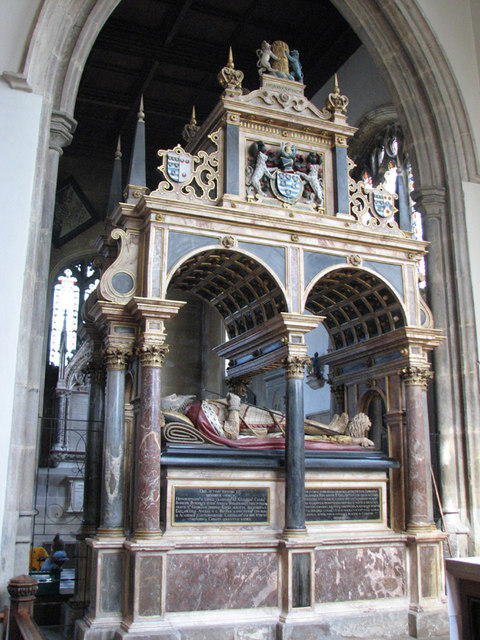
Mormântul lui Lord Burghley în biserica Sf. Martin în Stamford

Lord Burghley moare din cauza unui infarct în 4 august 1598, la reședința sa din Londra, Cecil House. Este înlocuit de fiul său Robert Cecil,(singurul fiu rămas în viață de la cea de-a doua soție) care era gata să-i urmeze în funcția de consilier al reginei. Este înmormântat în 1598 în biserica Sf. Martin la Stamford.

### Viața privată
În contrast cu lipsa de scrupule din viața politică, în viața privată a fost un soț grijuliu și credincios și un tată atent. Iubea cărțile și anticariatul și avea ca hobby heraldica și genealogia. A fost un mare constructor, plantator și patron. Arta arhitecturii și a horticulturii au fost generos folosite la Burghley House și Theobalds. A considerat interesele statului esențiale și nu a ezitat să renunțe la conștiința sa. Nu a crezut sincer în toleranță: "Acest stat nu va putea fi în siguranță atâta timp cât sunt tolerate două religii. Nu există dușmănie mai mare decât cea religioasă; și prin urmare dacă ei diferă în slujba lui Dumnezeu, cum ar putea fi de acord în slujba țării".  Cu o astfel de filozofie, a fost ușor să pretindă că măsurile brutale luate de el și Elisabeta I, erau politice, nu religioase. A spune despre el că a fost machiavelic este inutil, pentru că orice om de stat este astfel mai mult sau mai puțin; în special în secolul al XVI-lea, când eficiența era preferată principiilor. Pe de altă parte, Burghley poate a simțit că principiile sunt fără valoare fără lege și ordine; și că îndemânarea și subtilitatea sa, au creat o siguranță în care principiile ar putea găsi un domeniu în care ar putea fi aplicate.

## Cinema și televiziune
- The Virgin Queen, 1923
- Regina Elisabeta, 1971, serial tv.
- Maria Stuart, regina Scoției, 1972
- Robert Devereux, 1975, film tv.
- Maria Stuart, 1982, film tv.
- Robert Devereux, 1997, film tv.
- Elizabeth, 1998
- Elizabeth, 2000, film tv.
- Maria Stuart, 2000
- Elizabeth I, 2005, serial tv.
- The Virgin Queen, 2005, serial tv.
- Anonymous, 2011